# 872e régiment d'artillerie automotrice
Le 872e régiment d'artillerie automotrice (en russe : 872-й самоходный артиллерийский полк, abrégé 872 сап), de son nom complet le 872e régiment d'artillerie automotrice « Vitebsko-Khinganski » de l'ordre d'Alexandre Nevski (en russe : 872-й самоходный артиллерийский Витебско-Хинганский ордена Александра Невского полк), est une unité des troupes de missiles et d'artillerie de l'armée de terre russe (n° d'unité 75234).
L'unité fait partie de la 127e division de fusiliers motorisés de la 5e armée combinée du district militaire est, basée à Sergueïevka dans le kraï du Primorié.

## Historique
L'unité hérite des traditions d'une unité soviétique antérieure, le 1er régiment de mortiers formé en 1942 au sein de la 39e armée de l'Armée rouge pendant la Seconde Guerre mondiale. L'année suivante, l'unité est renommée en 1943, le régiment fut rebaptisé 555e régiment de mortiers. Le 555e régiment sera déployé tout au long de la guerre au sein des 39e et 43e armées de l'Armée rouge.
Après la guerre, l'unité est réorganisée en régiment d'artillerie. À la fin des années 1980, le 872e régiment d'artillerie rejoint la 277e division de fusiliers motorisés de la 5e armée combinée du district militaire d'Extrême-Orient avec comme point de déploiement permanent dans le village de Barano-Orenbourgskoïe, dans le kraï du Primorié.
L'unité est déployée sur le front Est de l'invasion russe de l'Ukraine en 2022. Son commandant, Fiodor Soloviev, meurt au combat dans le Donbass la même année.